# Toécé
Toécé è un dipartimento del Burkina Faso classificato come comune, situato nella Provincia di Bazèga, facente parte della Regione del Centro-Sud.
Il dipartimento si compone del capoluogo e di altri 37 villaggi: Binsboumbou, Binstigré, Bonsrima, Boromtinga, Dagouma, Damzoussi, Dayasmnoré, Goubla, Goudou, Goumsé, Kaongho, Kosmassom, Koulpellé, Koumasgho, Koumnéré, Koussala, Lilbouré, Loussa, Masgo, Nacombogo, Nagnesna, Nayalgué, Niongho, Pawamtoré, Sankouissi, Silkouka, Sincéné, Tambouè, Tamsé, Tanghin, Tinsobtinga, Toudou, Wilga, Yargo, Yougoudri, Zangogho e Zorgho.